# William Petersen
William Louis Petersen, född 21 februari 1953 i Evanston, Illinois, är en amerikansk skådespelare.
Han är känd som kriminalteknikern Gil Grissom i TV-serien CSI. Han lämnade serien efter 192 avsnitt. 

## Filmografi (urval)
- 1981 – Gatans lag
- 1985 – Änglarnas stad - Los Angeles
- 1986 – Manhunter
- 1990 – Young Guns II
- 1996 – Fear
- 2000 – The Skulls
- 2000–2009 – CSI: Crime Scene Investigation (TV-serie)